# Graphiurus
Graphiurus és un gènere de rosegadors de la família dels lirons. Es tracta d'animals nocturns i arborícoles. Els seus hàbitats naturals són les sabanes i les selves pluvials de l'Àfrica subsahariana. Tenen una llargada corporal de 7–16 cm, sense comptar la cua, que mesura 5–13 cm. G. nagtglasii és l'espècie més grossa del gènere. Els fòssils més antics d'aquest grup daten del Pliocè inferior (fa 5,333 milions d'anys) i foren trobats a Sud-àfrica.

## Taxonomia
Se n'han documentat les següents espècies:
- G. angolensis
- G. christyi
- G. crassicaudatus
- G. johnstoni
- G. kelleni
- G. lorraineus
- G. microtis
- G. monardi
- G. murinus
- G. nagtglasii
- G. ocularis
- G. platyops
- G. rupicola
- G. surdus
- G. walterverheyeni[2]